# Království Wu
Wu byl stát v oblasti současné Číny během Období Jara a Podzimu (722-481 př. n. l.) Jeho území se nacházelo v oblasti ústí řeky Jang-c’-ťiang, východně od státu Čchu. Čínští historikové jej považují za polobarbarský. Jeho hlavním městem bylo Su-čou.